# Діодот II
Діодот II (грец. ΔΙΟΔΟΤΟΥ; * бл. 252 до н.е. — †бл. 223 до н. е.) — 2-й цар Греко-бактрійської держави у 239 до н. е.-223 до н. е..

## Життєпис
Походив з династії Діодотідів. Син Діодота I, царя Греко-Бактрії, та доньки Антіоха II, базилевса Селевкідської держави. Після смерті батька між 239 та 235 роками до н. е. стає новим царем. Остаточно зміцнив свою владу в Маргіані та Согдіані.
В своїй політиці відійшов від союзу з Селевкідами, уклавши угоду з Аршаком I, царем Парфії, спрямовану проти Селевкідів. У 231 році до н. е. об'єднане парфяно-бактрійське військо завдало поразки військам Селевка II Каллініка, парфяні навіть заснували на честь цієї перемоги свято, що стало початком самостійного існування Парфії, а Діодот II захопив провінцію Арію.
Союз з негрецьким володарем викликав невдоволення грецьких колоністів, що складали основу аристократії Греко-бактрійського царства. Також невдоволення підтримали представники бактрійської і согдлійської знаті. В результаті виникла широка змова, на чолі якої став царський шварг Євтидем. Заколотники захопили царський палац у 225 або 223 роках до н. е., вбивши Діодота II й членів його родини. В подальшому останнього було оголошено зрадником панеллінської справи в Азії.
Новим царем Греко-Бактрії став Євтидем I.